# Ioan Rus
Ioan Rus (ur. 21 lutego 1955 w m. Urișor) – rumuński polityk, inżynier, samorządowiec i nauczyciel akademicki, minister spraw wewnętrznych (2000–2004, 2012), wicepremier (2003–2004), minister transportu (2014–2015).

## Życiorys
W 1982 ukończył studia na wydziale mechanicznym Universitatea Tehnică din Cluj-Napoca, doktoryzował się w 1994. Specjalizował się w zakresie technologii budowy maszyn. W pierwszej połowie lat 80. pracował jako inżynier. Od 1984 zawodowo związany z macierzystą uczelnią, od 1995 jako adiunkt, a od 2002 na stanowisku profesorskim. Od lat 90. pracował również w sektorze prywatnym. W latach 1993–2000 był dyrektorem generalnym RMB Inter Auto, rumuńskiego przedstawiciela kilku marek samochodów (m.in. Mercedes-Benz). W 2004 ponownie objął kierownicze stanowisko w tym przedsiębiorstwie. Związany również z innymi firmami, w tym z działającą w sektorze medialnym grupą TMG.
W 1994 dołączył do Partii Socjaldemokracji w Rumunii, przekształconej następnie w Partię Socjaldemokratyczną. Był jej przewodniczącym w okręgu Kluż i wiceprzewodniczącym krajowych struktur ugrupowania. W 1996 pełnił funkcję prefekta okręgu Kluż, a w 2000 przewodniczącego rady tego okręgu. W 2000 został ministrem spraw wewnętrznych w rządzie, którym kierował Adrian Năstase. W 2003 powołany w tym samym gabinecie na ministra administracji publicznej i spraw wewnętrznych, funkcję tę pełnił do 2004. Od 2003 do 2004 jednocześnie pełnił funkcję wicepremiera. W 2005 w trakcie wyborów przewodniczącego PSD wsparł Mirceę Geoanę, który pokonał wówczas Iona Iliescu. W kolejnych latach Ioan Rus zrezygnował z funkcji partyjnych.
Od maja do sierpnia 2012 ponownie stał na czele resortu spraw wewnętrznych, wchodząc w skład gabinetu Victora Ponty. Ustąpił po referendum w sprawie odwołania prezydenta Traiana Băsescu, które z powodu zbyt niskiej frekwencji okazało się nieważne. W czerwcu 2014 otrzymał nominację na ministra transportu w trzecim rządzie Victora Ponty. Utrzymał to stanowisko również w powołanym w grudniu tegoż roku czwartym gabinecie tego samego premiera. W czerwcu 2015 podał się do dymisji. Doszło do tego po jego wywiadzie, w którym dzieci rumuńskich emigrantów zarobkowych nazwał „chuliganami”, a ich żony wulgarnym określeniem porównał do prostytutek.